# Tilphossion
Tilfossion, auch Tilphossion oder Tilphousion (altgriechisch Τιλφώσσιον, lateinisch Tilphossium oder Tilphousium) ist ein Berg am nördlichen Ausläufer des Helikon-Gebirges. Er liegt am südlichen Kopaïs zwischen den Ebenen von Haliartos und Koroneia. Gelegentlich wird der Berg auch mit dem modernen Namen Petra bezeichnet. Einige Historiker glauben, dass in der Antike der Tilphossion sowohl den Berg Petra als auch den Berg Paleothiva umfasste.

## Mythologie
Als Apollon auf der Suche nach einem Ort war, an dem er seine Orakelstätte errichten könnte, kam er an die Quelle Tilphussa, am Fuße des Tilphossion. Ihm gefiel der Ort, weshalb er mit dem Bau eines Tempels begann. Die Nymphe Tilphussa hatte jedoch ihr Orakel hier und wollte es weder mit Apollon teilen noch ganz abtreten. Deshalb riet sie Apollon, doch in Krisa sein Orakel zu gründen, weil dort weniger Lärm durch vorbeiziehende Pferdewagen wäre. Als er jedoch in Krisa ankam, so stieß er auf Python. Diesen musste er erst töten, um den Ort in Besitz zu nehmen. Weil er sich von Tilphussa betrogen fühlte, kehrte er zur Quelle Tilphussa zurück und verschüttete sie unter Felsbrocken und errichtete darauf einen Altar. Hier wurde nun Apollon Tilphusios verehrt. Reste dieses Heiligtums fand man nordwestlich des Berges bei der Kirche Agios Ioannis, die direkt an der Hauptstraße von Thiva nach Livadia steht.

## Überlieferung
Diodor berichtet, dass die Einwohner Thebens nach der Eroberung ihrer Stadt durch die Epigonen nach Alalkomenai und auf den Tilphossion flohen. Der Seher Teiresias wurde bei der Eroberung festgenommen und sollte nach Delphi gebracht werden. Er trank jedoch unterwegs von der Quelle Tilphussa und starb, da es Menschen verboten war, von ihr zu trinken. Er wurde bei der Quelle begraben. Am Fuß des Berges hatten auch die Haliarter einen Tempel der Praxidikai („Rechtsvollstreckerinnen“). Auf dem Tilphossion gab es ein Fort, das von den Thebanern und später von Philipp II. erobert wurde.
Das Fort auf dem Berg, das auch Vigla genannt wird, stammt aus verschiedenen Zeiten. So findet man archaische Polygonalmauern und antike Quadermauern. Während der Griechischen Revolution wurde die Befestigung wieder erneuert und Dimitrios Ypsilantis verschanzte sich hier und hinderte die türkische Armee am 12. September 1829 in der Schlacht von Petra an einem Durchbruch.